# Witvoorhoofdgierzwaluw
De witvoorhoofdgierzwaluw (Cypseloides storeri) is een vogel uit de familie Apodidae (gierzwaluwen).

## Verspreiding en leefgebied
Deze soort is endemisch in zuidwestelijk Mexico.

## Status
De totale populatie is in 2019 geschat op 20-50 duizend volwassen vogels. Op de Rode lijst van de IUCN heeft deze soort de status onzeker (data deficient), omdat er vrijwel niets bekend is over het habitat van deze soort,.